# Casi nunca llueve
Casi nunca llueve es el sexto disco de estudio del grupo español de rock Dikers. Está producido por su guitarrista y cantante, Iker Piedrafita.

## Lista de canciones
| N.º | Título                    | Duración |  |
| 1.  | «Absurda realidad»        | 3:23     |  |
| 2.  | «Corazón de trapo»        | 3:23     |  |
| 3.  | «Dos pasos»               | 3:36     |  |
| 4.  | «Casi nunca llueve»       | 4:06     |  |
| 5.  | «Como un circo ambulante» | 3:32     |  |
| 6.  | «Lo que queda atrás»      | 2:53     |  |
| 7.  | «Tan difícil de engañar»  | 3:02     |  |
| 8.  | «Nada»                    | 4:17     |  |
| 9.  | «El temporal»             | 3:41     |  |
| 10. | «Qué desastre»            | 4:15     |  |
| 11. | «Una última vez»          | 4:00     |  |
| 12. | «Mil bocas sin nombre»    | 3:41     |  |

## Integrantes
- Iker Piedrafita - Voz, guitarra
- Ubaldo Puente - bajo
- Sergio Izquierdo - batería